# 藍色衝擊波飛行表演隊
藍色衝擊波飛行表演隊（日語：ブルーインパルス）是日本航空自衛隊的飛行表演隊，部隊編號為第四航空團第11飛行隊（相當於空軍中隊），駐守於宮城縣東松島市松島基地。1959年美國空軍雷鳥飛行表演隊來到日本表演，此事令日本航空自衛隊幕僚長源田實決定也要成立日本的飛行表演隊，1960年在靜崗縣濱松北基地的第1航空團成立了天龍表演隊，之後改為今名。1964年東京奧運會，藍色衝擊波飛行表演隊首次作大型飛行表演，藍色衝擊波在剛成立時使用F-86軍刀戰鬥機，1994年改用T-4教練機至今。

## 使用機種
- F-86軍刀戰鬥機（1960年至1981年）
- T-2教練機（1981年至1994年）
- T-4教練機（1994年至今）

## 外部連結
- 藍色衝擊波飛行表演隊T-4教練機飛行片段 （页面存档备份，存于）